# Turfan
Địa cấp thị Turfan (giản thể: 吐鲁番市; phồn thể: 吐魯番市; Hán-Việt: Thổ Lỗ Phiên thị; bính âm: Tǔlǔfān Shì; Uyghur: تۇرپان شەھىرى‎, ULY: Turpan Wilayiti, UPNY: Turpan Vilayiti?) là một thành phố cấp địa khu thuộc Khu tự trị Duy Ngô Nhĩ Tân Cương, Cộng hòa Nhân dân Trung Hoa. Địa cấp thị này có diện tích 69.324 km², dân số 570.000 người (2003). Địa cấp thị Turfan rộng khoảng 240 km theo chiều bắc-nam, rộng khoảng 300 km theo chiều đông-tây, và có 2085 km² có độ cao dưới mực nước biển (bồn địa Turfan). Thủ phủ của thành phố là quận Cao Xương, cách Urumqi khoảng 183 km.

## Lịch sử

### Thời cổ đại
Turpan từ lâu đã là trung tâm của một ốc đảo màu mỡ (với nguồn nước được cung cấp bởi hệ thống kênh đào karez) và một trung tâm thương mại quan trọng.  Nó có vị trí lịch sử dọc theo Con đường tơ lụa.  Vào thời điểm đó, các vương quốc khác trong khu vực bao gồm Korla và Yên Kỳ. 
Vương quốc Xa Sư (車師) cai trị khu vực này vào thiên niên kỷ thứ 1 trước Công nguyên, cho đến khi bị nhà Hán Trung Quốc chinh phục vào năm 107 trước Công nguyên. Nó được chia thành hai vương quốc vào năm 60 trước Công nguyên, giữa nhà Hán và kẻ thù của nó là Đế quốc Hung Nô. Thành phố đã đổi chủ nhiều lần giữa người Hung Nô và người Hán, xen kẽ với những thời kỳ độc lập ngắn ngủi. Gần hơn vùng Xa Sư đã được liên kết với Ốc đảo Turpan, trong khi phía xa hơn Xa Sư ở phía bắc của dãy núi gần Jimsar hiện đại .
Sau sự sụp đổ của nhà Hán vào năm 220, khu vực này hầu như độc lập nhưng lại là chư hầu của nhiều triều đại khác nhau. Cho đến thế kỷ thứ 5 sau Công nguyên, thủ đô của vương quốc này là Giao Hà (Yarghul ngày nay cách Turpan 16 kilômét (9,9 dặm) về phía tây). 
Nhiều người Hán cùng với người Sogdians định cư ở Turfan trong thời hậu Hán. Chữ Hán thống trị Turfan trong mắt người Sogdians. Những người nói tiếng Quy Từ tạo thành những cư dân nguyên thủy trước khi người Trung Quốc và người Sogdian tràn vào. Bằng chứng lâu đời nhất về việc sử dụng các ký tự Trung Quốc đã được tìm thấy ở Turfan trong một tài liệu có niên đại 273 sau Công nguyên. 
Năm 327, quận Cao Xương được thành lập ở khu vực Turfan bởi Tiền Lương dưới quyền Zhang Jun . Người Trung Quốc thiết lập một thuộc địa/quân sự đồn trú và tổ chức vùng đất thành nhiều bộ phận. Thực dân người Hán từ khu vực Hexi và đồng bằng trung tâm cũng định cư trong khu vực. Cao Xương lần lượt được cai trị bởi Tiền Lương, Tiền Tần và Bắc Lương.
Năm 439, tàn dư của Bắc Lương, do Thư Cừ Vô Húy và Thư Cừ An Chu lãnh đạo, chạy trốn đến Cao Xương, nơi họ sẽ nắm giữ quyền lực cho đến năm 460 khi họ bị Hãn quốc Nhu Nhiên chinh phạt. 

## Nhân khẩu
|   |                              |          |                 |                   |                              |               |                 |               |
| # | Tên                          | chữ Hán  | Bính âm Hán ngữ | tiếng Duy Ngô Nhĩ | Chuyển tự Latinh Duy Ngô Nhĩ | Dân số (2010) | Diện tích (km²) | Mật độ (/km²) |
| 1 | Quận Cao Xương               | 高昌区   | Gāochāng Qū     | قاراھوجا رايونى   | Qarahoja Rayoni              | 273.385       | 13.690          | 19,96         |
| 2 | Huyện Piqan (Thiện Thiện)    | 鄯善县   | Shànshàn Xiàn   | پىچان ناھىيىسى    | Pichan Nahiyisi              | 231.297       | 39.759          | 5,81          |
| 3 | Huyện Toksun (Thác Khắc Tốn) | 托克逊县 | Tuōkèxùn Xiàn   | توقسۇن ناھىيىسى   | Toqsun Nahiyisi              | 118.221       | 16.171          | 7,31          |

| Dân tộc     | Nhân khẩu (2000) | Tỷ lệ  |
| ----------- | ---------------- | ------ |
| Duy Ngô Nhĩ | 385.546          | 70,01% |
| Hán         | 128.313          | 23,3%  |
| Hồi         | 35.140           | 6,38%  |
| Kazakh      | 321              | 0,06%  |
| Thổ Gia     | 274              | 0,05%  |
| Mãn         | 254              | 0,04%  |
| Mông Cổ     | 158              | 0,03%  |
| Thổ         | 154              | 0,03%  |
| Tạng        | 105              | 0,02%  |
| Miêu        | 98               | 0,02%  |
| Choang      | 88               | 0,02%  |
| Đông Hương  | 79               | 0,01%  |
| Khác        | 201              | 0,04%  |